# Võng Cổ
Chòm sao Võng Cổ (网罟/罔罟/網罟), (tiếng La Tinh: Reticulum) là một trong 88 chòm sao hiện đại, mang hình ảnh mắt lưới.
Chòm sao nhỏ này có diện tích 114 độ vuông, nằm trên thiên cầu nam, chiếm vị trí thứ 82 trong danh sách các chòm sao theo diện tích.
Chòm sao Võng Cổ nằm kề các chòm sao Bạch Dương, Thời Chung, Kiếm Ngư, Thủy Xà.

## Thiên thể
Các thiên thể đáng quan tâm
- Sao biến đổi kiểu Mira đỏ, ký hiệu: R Ret, chu kỳ khoảng 10 tháng, biến đổi cấp sao biểu kiến trong khoảng 13 đến 7 m.